# NGC 7173
NGC 7173 is een elliptisch sterrenstelsel in het sterrenbeeld Zuidervis. Het hemelobject ligt ongeveer 99 miljoen lichtjaar van de Aarde verwijderd en werd op 25 september 1834 ontdekt door de Britse astronoom John Herschel. Het sterrenstelsel behoort samen met NGC 7172, NGC 7174 en NGC 7176 tot de cluster HGC 90.

## Synoniemen
- ESO 466-39
- MCG -5-52-8
- UGCA 422
- VV 698
- HCG 90C
- AM 2159-321
- PGC 67878